# Salamrejo (Karangan)
Salamrejo is een bestuurslaag in het regentschap Trenggalek van de provincie Oost-Java, Indonesië. Salamrejo telt 4200 inwoners (volkstelling 2010).